# Roman Hocke
Roman Hocke (* 1953 in Rom) ist ein deutscher Literaturagent.

## Leben
Hocke  studierte deutsche und italienische Literatur in Zürich, Rom und München. Ab 1981 war er 17 Jahre  beim Stuttgarter Weitbrecht Verlag tätig, zunächst als Lektor, dann als Verlagsleiter und Geschäftsführer. Roman Hocke war eng mit Michael Ende befreundet und arbeitete fast zwei Jahrzehnte als Lektor mit ihm zusammen. Seit Michael Endes Tod betreut er als Herausgeber dessen literarischen Nachlass. An den beiden Realverfilmungen von „Jim Knopf“ wirkte Roman Hocke als Creative Producer mit.
1997 machte sich Roman Hocke als Literaturagent mit der Hocke Projektagentur mit Sitz in Rom und München selbstständig, bis er 2002 mit der AVA GmbH von Reinhold G. Stecher einen Synergieverbund einging. Seither firmiert seine Literaturagentur unter dem Namen AVA international GmbH. Die Agentur vertritt ausschließlich deutschsprachige Autoren, unter anderem Sebastian Fitzek, Ursula Poznanski, Markus Heitz, Peter Prange, Sabine Ebert, Wolfram Fleischhauer sowie den Nachlass von Michael Ende.
2014 gründete Roman Hocke den E-Book-Verlag hockebooks, in dem unter anderem die Edition Michael Ende erscheint.
Seit vielen Jahren setzt sich Roman Hocke für die Phantastische Kunst ein. Er gehört zum Vorstand von Labyrinthe, Gesellschaft für phantastische und visionäre Künste e.V. in München. Mit seiner Frau lebt Roman Hocke in Genzano di Roma, an der Via Appia in den Albaner Bergen, ca. 30 Kilometer südlich von Rom.

## Werke
- Charlotte Roth: Die ganze Welt ist eine große Geschichte und wir spielen darin mit. Michael Ende – Roman eines Lebens, kuratiert von Roman Hocke, Eisele, München 2019, ISBN 978-3-96161-069-3.
- Mit Patrick Hocke: Die unendliche Geschichte. Das Phantásien-Lexikon, Thienemann, Stuttgart / Wien 2009, ISBN 978-3-522-20050-9.
- Mit Uwe Neumahr: Michael Ende. Magische Welten, hrsg. vom Deutschen Theatermuseum München, Henschel, Berlin 2007, ISBN 978-3-89487-583-1.
- Mit Thomas Kraft: Michael Ende und seine phantastische Welt. Die Suche nach dem Zauberwort, Weitbrecht, Stuttgart / Wien / Bern 1997, ISBN 978-3-522-71855-4.

## Herausgeber und Übersetzer
- Michael Ende: Das große Michael Ende-Hörbuch. Eine Reise durch Michael Endes fantastische Welt, gelesen von Otto Mellis, hrsg. von Andrea und Roman Hocke, Hörbuch Hamburg, Hamburg 2015, ISBN 978-3-86742-305-2.
- Michael Ende: Die Welt des Michael Ende: Geschichten und Gedanken über Freiheit, Fantasie und Menschlichkeit, Textausw.: Roman Hocke, Guido Heidrich. Sprecher: Michael Ende, Markus Hoffmann, Ulrike Hübschmann, Steinbach Sprechende Bücher, Schwäbisch Hall 2009, ISBN 978-3-88698-468-8.
- Michael Ende: Das große Michael-Ende-Lesebuch. Aber das ist eine andere Geschichte … hrsg. von Andrea und Roman Hocke, Piper, München / Zürich 2004, ISBN 978-3-492-04672-5.
- Michael Ende: Der Niemandsgarten. Aus dem Nachlass ausgew. und hrsg. von Roman Hocke, Weitbrecht, Stuttgart / Wien / Bern 1998, ISBN 978-3-522-72005-2.
- Michael Ende: Zettelkasten. Skizzen & Notizen, hrsg. von Roman Hocke, Weitbrecht, Stuttgart / Wien 1994, ISBN 978-3-522-71380-1.
- Sergio Jona: Mohammed. Eine Biografie, übers. von Roman Hocke, Hasso Ebeling Verlag, Luxemburg 1981.